# 한스 크렙스 (1898년)
한스 크렙스(독일어: Hans Krebs, 1898년 3월 4일 ~ 1945년 5월 2일)는 독일의 군인이다. 독일 국방군 육군에서 보병대장을 지냈다. 곡엽 기사십자 철십자장 수훈자이다. 크렙스는 2차대전 마지막 시기(1945년 4월 1일에서 5월 1일) 육군최고사령부 마지막 장군참모장을 지냈다. 1945년 5월 1일에서 2일로 넘어가는 밤 퓌러엄폐호에서 자살했다.
| 전임 하인츠 구데리안 | 제6대 육군최고사령부 장군참모장 1945년 3월 29일 – 1945년 5월 1일 | 후임 폐지 |

## 같이 보기
- 베를린 시가전